# 여의교
여의교(汝矣橋)는 샛강을 건너는 다리로, 영등포구 신길동과 여의동을 연결하며 신길동 방향으로 대방지하차도가 연결되어 있어 실질적으로 동작구 대방동과도 걸쳐 있다. 여의도에서 다리 이름이 유래하였기 때문에 여의도교라고도 한다.
길이는 240m이며 원효대교와 영등포 지역을 연결하는 간선도로 역할을 한다. 여의도 국회의사당 신축을 계기로 지어졌으며, 1975년 10월 30일 착공하여 1976년 10월 5일에 대방지하차도와 함께 준공되어 개통되었다. 여의교는 지류를 포함하면 한강에서 10번째로 지어진 다리이다.

## 교통 정체 및 확장
최초 개통 당시 너비는 18m(왕복 4차선)였으나, 다리의 폭이 좁아 이 일대에서 병목현상으로 잦은 교통정체가 발생하였으며, 이에 따라 서울시에서 여의교 확장 계획을 세웠다. 처음에는 10억 원을 들여 왕복 6차선으로 넓힐 계획이었으나, 이후 왕복 8차선으로 계획이 수정되어 1988년 12월에 51억 2천만원을 들여 확장 공사에 들어갔고, 2년 후인 1990년 9월 27일에 확장 개통했다.
이후 다시 교통 정체 문제가 생기자, 1996년에는 대방로 방향으로 고가도로를 만드는 계획이 세워졌으나 실현되지 못했고, 이후 2013년에 8차선을 9차선으로 확장하는 계획을 수립하여 2017년 2월부터  공사를 진행 중이며, 먼저 보행자용 아치 트러스교를 설치한 다음 기존 여의교의 보행로를 차로로 바꾸는 순서로 공사가 진행된다. 총 사업비는 약 78억 원이며, 2018년 5월 완공 예정이다. 이 보행자용 트러스교에서 여의도샛강생태공원으로 바로 연결되는 보행로를 만들자는 계획도 있으며, 기존에 대방역에서 생태공원으로 가기 위해서 다리를 한 번 건너서 돌아가야 했던 문제점을 해결할 수 있으리라 기대되고 있다.

## 주변 도로
- 여의대방로 (다리가 속함)

### 대방역 방향
- 노들로

### 여의도 방향
- 여의동로
- 의사당대로

## 사진

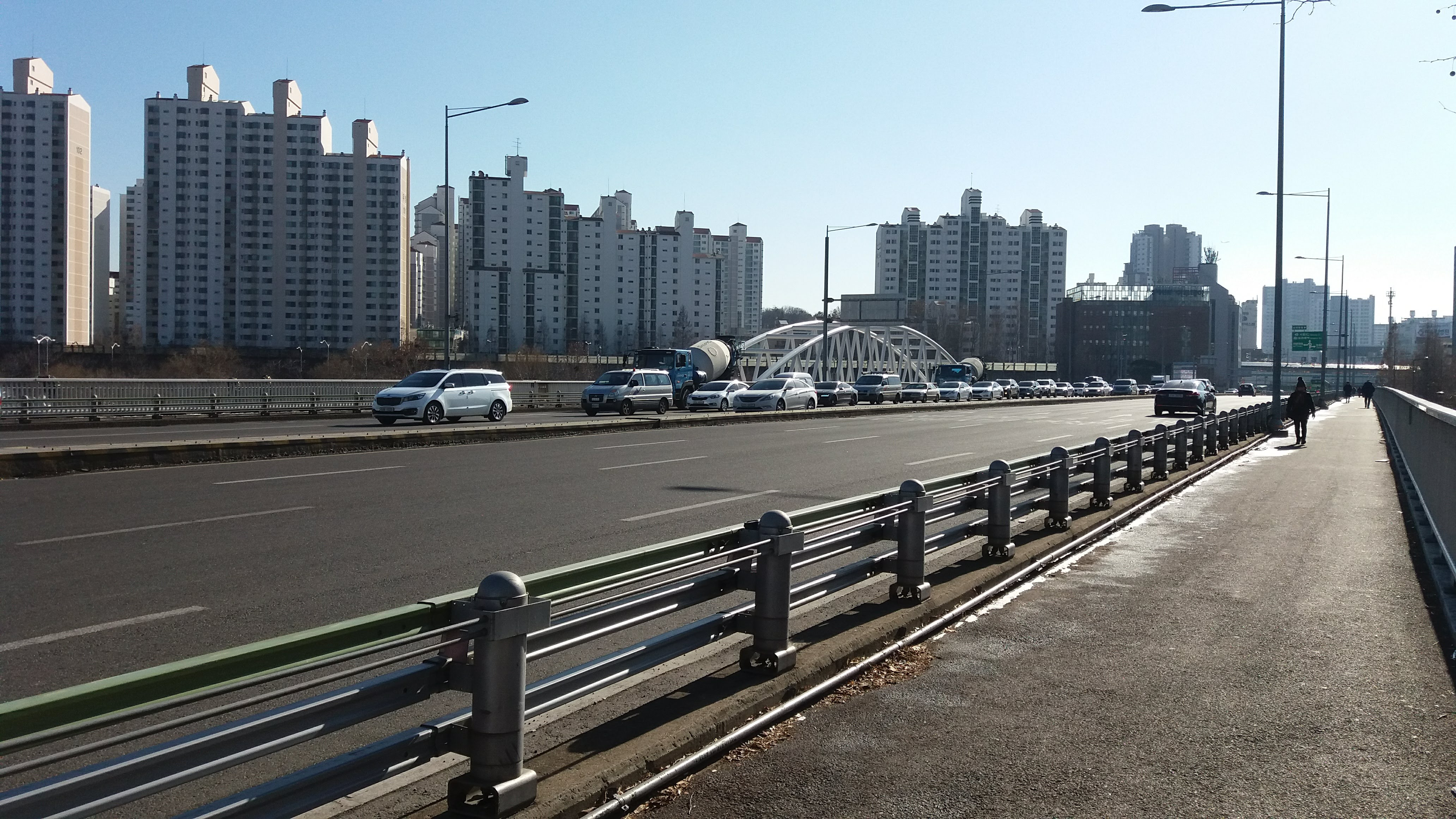
여의도 방향에서 바라본 여의교.
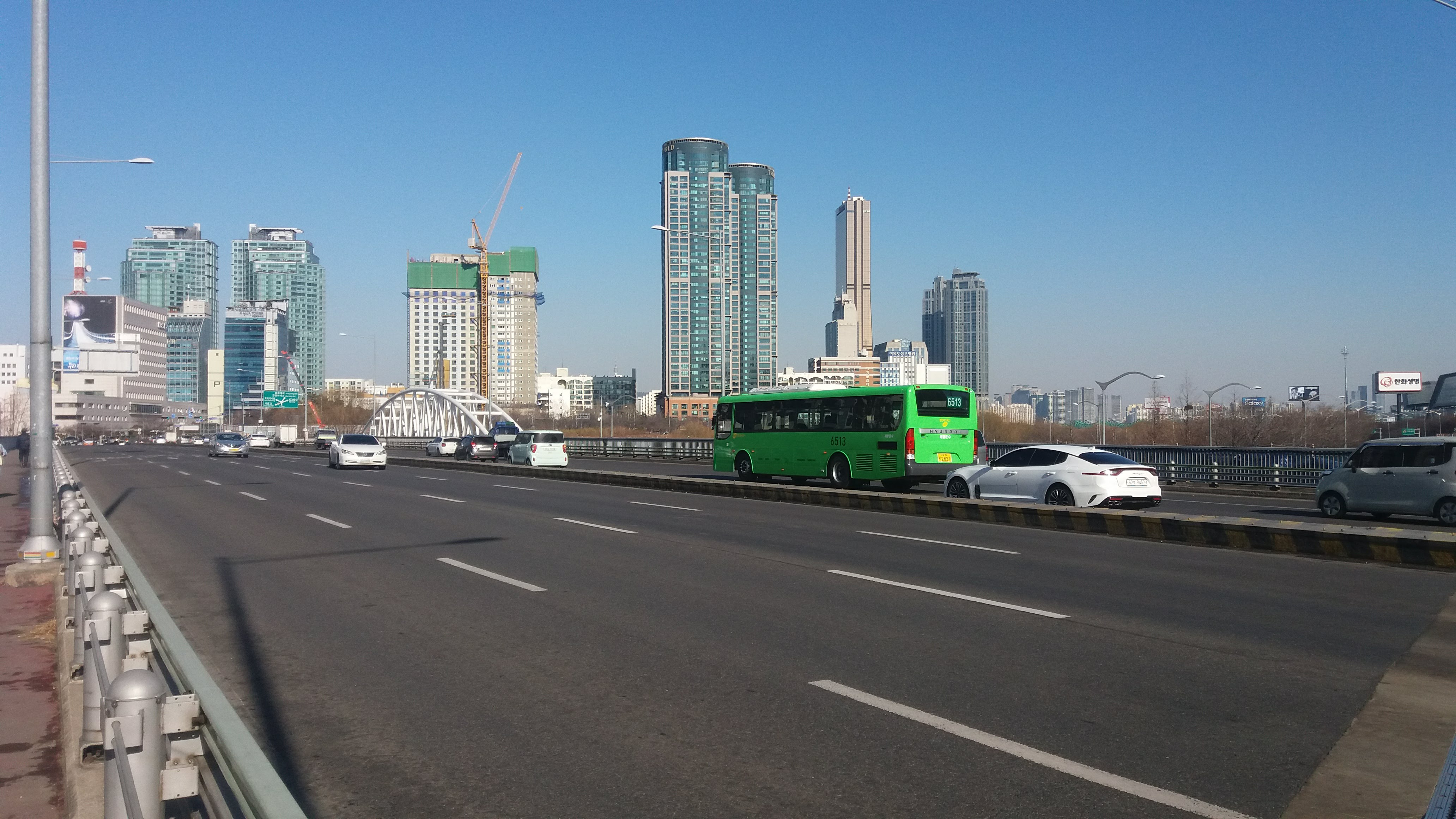
대방역 방향에서 바라본 여의교.
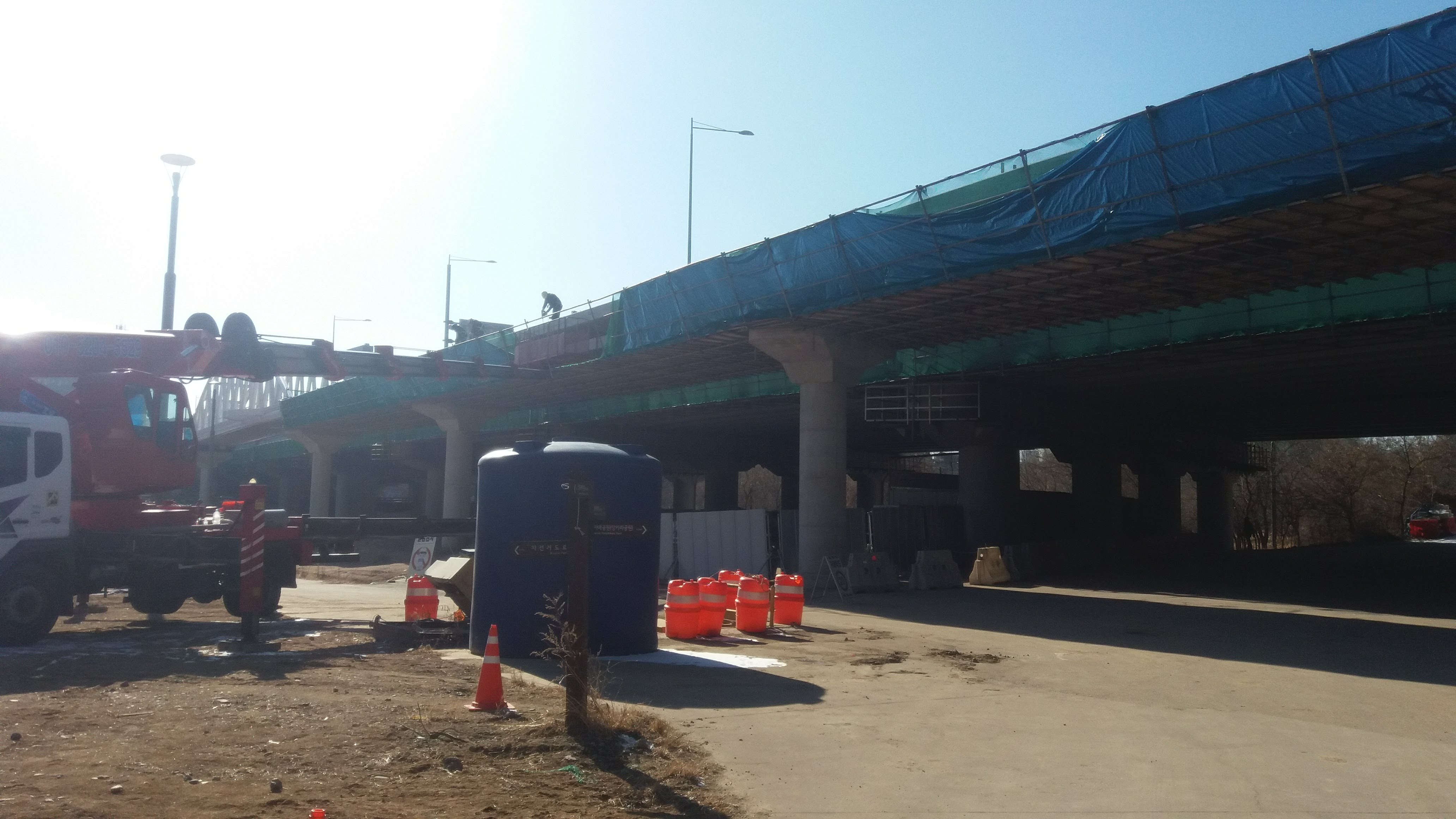
여의교 확장 공사 현장.
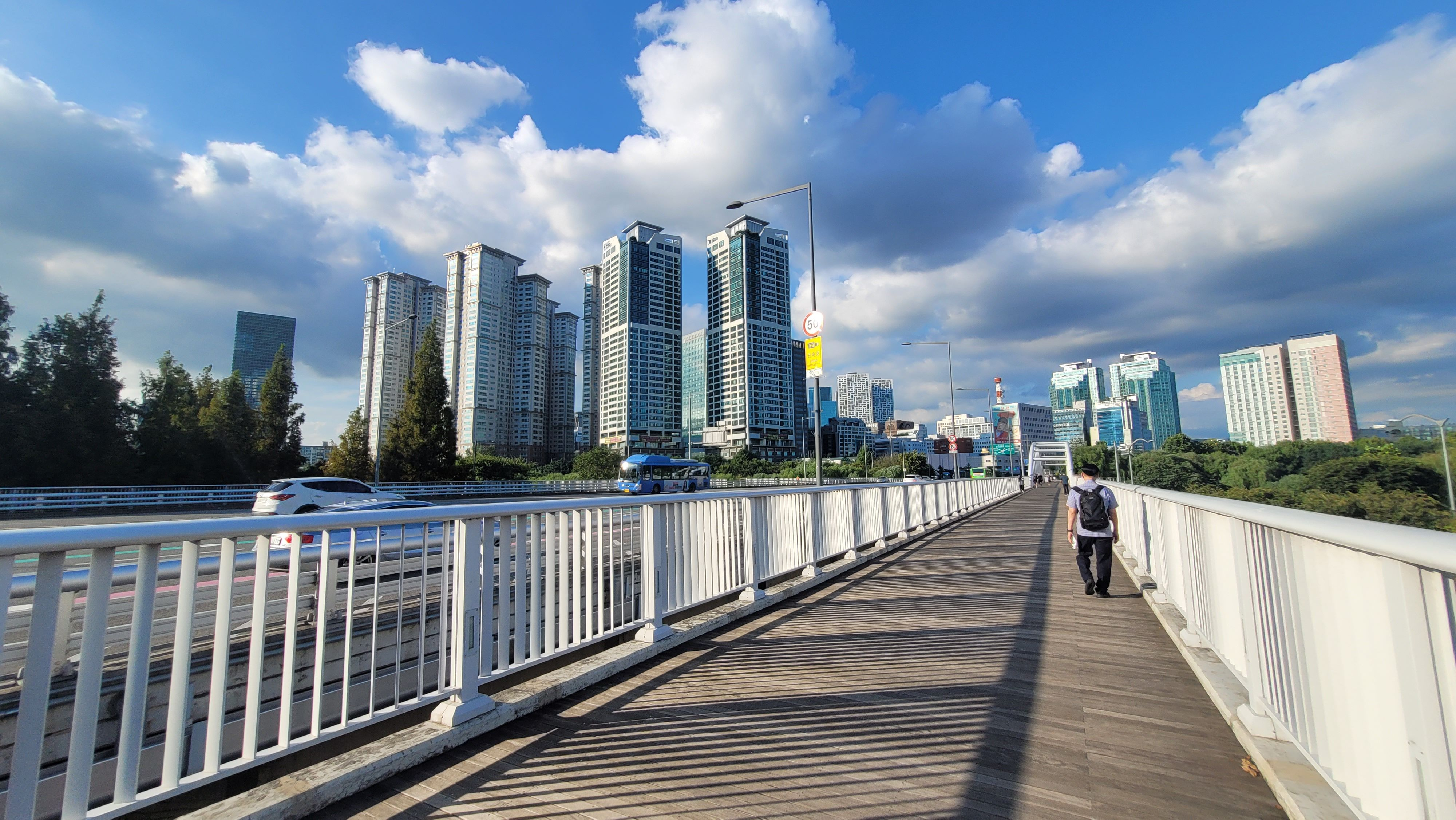
여의교 남쪽에서 바라본 여의도

## 같이 보기
- 대방역
- 여의도샛강생태공원
- 여의2교